# Llei sobre perillositat i rehabilitació social
La llei sobre perillositat i rehabilitació social va ser una llei espanyola aprovada pel règim franquista el 5 d'agost de 1970. Substituïa principalment la Ley de vagos y maleantes de 4 d'agost de 1933 per al control de tots els elements considerats "antisocials", concepte que incloïa tothom qui practiqués la mendicitat, l'homosexualitat, el vandalisme, el tràfic i consum de drogues, la venda de pornografia, la prostitució i el proxenetisme, així com els immigrants il·legals i qualsevol que fos considerat perillós moralment o social pel règim.
Establia penes que anaven des de multes fins a penes de cinc anys d'internament a presons o centres psiquiàtrics per a la «rehabilitació» dels individus.
Aquesta llei al costat de la d'«escàndol públic» va ser usada de forma sistemàtica per a la repressió de l'homosexualitat en l'última part de la dictadura franquista. Després de la mort de Franco l'indult de 1975 i l'amnistia de 1976 no va incloure a cap dels considerats «perillosos socials». L'abolició d'aquesta llei va ser un dels primers objectius i resultats del Front d'Alliberament Gai de Catalunya.
Entrada la democràcia la llei va seguir en vigor, encara que sense aplicació de facto per als homosexuals. El gener de 1979 es van eliminar diversos articles de la llei, entre ells el referent «als actes d'homosexualitat». La lluita dels col·lectius homosexuals es va centrar aleshores a aconseguir la modificació de la llei sobre l'escàndol públic, aconseguint-ho el 1983, i sent la seva derogació en 1989. La llei de perillositat social va ser derogada completament el 23 de novembre de 1995.
En la disposició addicional tercera de la Llei Orgànica de protecció de dades 15/1999, de 13 de desembre de 1999, es declaren confidencials els arxius policials de tots els reprimits amb aquesta llei, i només els historiadors poden accedir a les seves dades amb finalitats estadístiques.